# Venjan
Venjan est une localité de Suède dans la commune de Mora située dans le comté de Dalécarlie.
Sa population était de 213 habitants en 2019.